# HD92315
HD92315 — хімічно пекулярна зоря спектрального класу A1, що має видиму зоряну величину в смузі V приблизно  8,3.
Вона  розташована на відстані близько 576,2 світлових років від Сонця.

## Пекулярний хімічний склад
Зоряна атмосфера HD92315 має підвищений вміст 
Cr
.